# Virus (película de 1980)
Virus (復活の日 Fukkatsu no hi?) (traducción literal: Día de resurrección) es una película japonesa de ciencia ficción postapocalíptica, estrenada en 1980, dirigida por Kinji Fukasaku. Basada en la novela del mismo nombre del autor japonés Sakyo Komatsu la película cuenta con un elenco internacional integrado por Masao Kusakari, Sonny Chiba, George Kennedy, Robert Vaughn, Chuck Connors, Olivia Hussey, Edward James Olmos, Glenn Ford y Henry Silva.
Considerada en la actualidad un título de culto en la fecha de su estreno Virus era la película más costosa de la historia del cine japonés.

## Sinopsis
En 1982 una oscura transacción está ocurriendo entre el Doctor Krause, un científico de la República Democrática Alemana, y un grupo de estadounidenses. Un virus mortal, denominado MM88, creado accidentalmente por un científico estadounidense, es el objeto de transacción entre los personajes. Los estadounidenses logran recuperar el MM88, robado de un laboratorio el año anterior, pero de forma inesperada el virus es liberado provocando una pandemia inicialmente conocida como la "Gripe Italiana".
Siete meses después, prácticamente toda la población mundial ha muerto a consecuencia del virus. Sin embargo, el virus se muestra inactivo a temperaturas inferiores a -10 grados centígrados y el invierno polar ha protegido a 855 hombres y 8 mujeres residentes en la Antártida. El submarino nuclear británico HMS Nereid se une a los científicos tras hundir un submarino soviético, cuya tripulación infectada intenta aterrizar cerca de la estación Palmer.
Varios años después, a medida que el grupo comienza a repoblar el que es su nuevo hogar, se descubre que un terremoto activará el Sistema de Reacción Automática (ARS) de Estados Unidos, activando su arsenal nuclear. Los soviéticos también poseen su propia versión de la ARS, el cual una vez que detecte la activación del sistema estadounidense disparará sus armas como represalia, incluyendo un arma nuclear dirigida a la estación Palmer. Después de que todas las mujeres y niños y varios cientos de hombres sean refugiados a bordo de un rompehielos, Yoshizumi y la Mayor Carter partirán en una misión a bordo del Nereid para lograr desactivar el ARS protegidos, tras ser tratados con una vacuna experimental, del virus MM88.
El submarino llega a Washington D. C. Yoshizumi y Carter se apresuran a llegar al búnker de mando de la ARS. Sin embargo llegan a la sala demasiado tarde y todos, menos los que están a bordo del rompehielos, perecen en el intercambio de armas nucleares. Con el transcurso de los años Yoshizumi camina de regreso en dirección a la Antártida. Ya en 1988 alcanza la Tierra del Fuego logrando reunirse con los sobrevivientes del rompehielos.

## Reparto
- Masao Kusakari es Yoshizumi.
- Sonny Chiba es el doctor Yamauchi.
- Glenn Ford es el presidente Richardson.
- George Kennedy es el almirante Conway.
- Robert Vaughn es el senador Barkley.
- Chuck Connors es el capitán McCloud.
- Bo Svenson es el alcalde Carter.
- Olivia Hussey es Marit.
- Henry Silva es el general Garland.
- Isao Natsuyagi es el comandante Nakanishi.
- Stephanie Faulkner es Sarah Baker.
- Stuart Gillard es el doctor Meyer.
- Cec Linder es el doctor Latour.
- Jon Granik es doctor Turowicz.
- George Touliatos es el coronel Rankin.
- Chris Wiggins es el doctor Borodinov.
- Edward James Olmos es el capitán Lopez.
- Colin Fox es el agente Z.
- Ken Pogue es el doctor Krause.
- Alberta Watson es Litha.